# Человеческий фактор (За гранью возможного, 1963)
«Человеческий фактор» (англ. The Outer Limits: The Human Factor) — телефильм, 8 серия 1 сезона телесериала «За гранью возможного» 1963—1965 годов. Издание Daily Variety, прохладно оценившая эту серию в первую очередь из-за слабости сценария, тем не менее положительно отметила теледебют Салли Келлерман.

## Сюжет
Доктор Джеймс Хэмилтон, служащий заставы в Гренландии, изобретает устройство, которое позволяет ему читать мысли и испытывать чувства другого человека. В то же время один из офицеров базы, майор Роджер Бразерс, начинает терять контроль над действительностью после потери одного из своих военных в ледяной расщелине. Часто посещаемый призраком мёртвого солдата, офицер решает, что он должен взорвать атомную мину на базе, чтобы стереть с лица Земли расщелину — и с ней заодно и заставу. Доктор Хэмилтон решает использовать своё революционное изобретение в попытке понять, что же является причиной сумасшествия майора Бразерса. Когда неожиданное землетрясение приводит к сбою в устройстве Хэмилтона, сознания доктора и чиновника меняются местами. Новоприобретённый облик позволяет безумному офицеру приступить к своему разрушительному плану под маской доктора Хэмилтона, в то время как настоящий доктор заперт в обитой войлоком палате для умалишённых.